# Корвин-Круковские
Ко́рвин-Круко́вские (пол. Korwin-Krukowski) — дворянский род герба Слеповрон, восходящий к началу XV века и происходящий предположительно от рода Глинских.
Иван Михайлович Корвин-Круковский переселился в Малороссию и был войсковым товарищем стародубского казачьего полка (1726). Род Корвин-Круковских был внесён в VI часть родословной книги Псковской губернии. Оставшаяся в Литве ветвь Корвин-Круковских была внесена в VI часть родословной книги Виленской и Ковенской губерний.

## Описание герба
Щит скошен слева. В первой золотой части на чёрном пне чёрный жаворонок с червлёными глазами, клювом и когтями, держащий в клюве серебряный перстень. Во второй лазоревой части серебряная подкова, шипами обращённая вниз, на вершине её золотой равноконечный крест с широкими концами, на котором сидит золотой ворон с червлёными глазами, клювом, когтями и держит в клюве золотой перстень.
Над щитом два дворянских коронованных шлема. Нашлемники: правый — три страусовых пера, из коих среднее — чёрное, а крайние — золотые; левый — золотой ворон с червлёными глазами, клювом и когтями, держащий в клюве золотой перстень. Намёт: справа — чёрный с золотом; слева — лазоревый с золотом. (Общий Гербовник, XIII, 35).

## Известные представители рода Корвин-Круковских
- Ковалевская, Софья Васильевна (3 (15) января 1850, Москва — 29 января (10 февраля) 1891, Стокгольм) — математик, первая в мире женщина-профессор, член-корреспондент Петербургской Академии наук, писательница, дочь В. В. Корвин-Круковского.
- Корвин-Круковская, Анна Васильевна (Анна Жаклар) (6 [18] октября 1843, Москва — 2 [14] сентября 1887, Париж) — революционерка и писательница, дочь В. В. Корвин-Круковского.
- Корвин-Круковский, Алексей Владимирович (1872 — 6 сентября 1943) — генерал-майор русской армии, активный участник Белого движения. Первопоходник.
- Корвин-Круковский, Борис Вячеславович (6 февраля 1895—1988, Вермонт США) — авиационный инженер, конструктор, русский эмигрант в США.
- Корвин-Круковский, Василий Васильевич (архитектор) (1861 — после 1916) — русский инженер и архитектор.
- Корвин-Круковский, Василий Васильевич (генерал) (1803—1875) — русский генерал артиллерии, начальник Московского арсенала, отец Софьи Ковалевской и Анны Жаклар.
- Корвин-Круковская, Зоя (в зам. Лагеркранс; 1903—1999) — русская и шведская художница.
- Корвин-Круковский, Пётр Васильевич (1844—1899) — русско-французский драматург.
- Корвин-Круковский, Сергей Сергеевич (1874—1937) — гражданский инженер, архитектор.
- Корвин-Круковский, Фёдор Васильевич (1855—1920) — чиновник, брат Софьи Ковалевской и Анны Жаклар.
- Корвин-Круковский, Юрий Васильевич (4 (16) июня 1862—1935) — русский советский актёр, засл. арт. республики.  (недоступная ссылка)